# Brad Jones (giocatore di football americano)
Bradley Edward Jones (Lansing, 1º aprile 1986) è un giocatore di football americano statunitense che gioca nel ruolo di linebacker per i Philadelphia Eagles della National Football League (NFL). Fu scelto nel corso del settimo giro (218º assoluto) del Draft NFL 2009 dai Green Bay Packers. Al college ha giocato a football a Colorado.

## Carriera professionistica

### Green Bay Packers
Jones fu scelto nel corso del settimo giro del Draft 2009 dai Packers. A causa dell'infortunio che pose fine prematuramente alla stagione del lineback Aaron Kampman fu subito lanciato come titolare. Malgrado fosse stato scelto nell'ultimo giro del draft e il fatto che molti osservatori credevano non avesse le qualità necessarie per giocare come lineback nella NFL, Jones stupì molti con delle prestazioni di qualità, mettendo a segno quattro sack e conservando il posto nella formazione per tutto il resto della stagione. La sua etica lavorativa e le sue qualità morali furono tenute in gran considerazione dallo staff degli allenatori dei Packers.
Jones divenne definitivamente l'outside linebacker titolare quando Aaron Kampman firmò coi Jacksonville Jaguars prima della stagione 2010. Egli rimase titolare fino a un infortunio alla spalla subito in una gara contro i Minnesota Vikings. Tre giorni dopo fu messo in lista infortunati.
Il 1º gennaio 2012, nell'ultima gara della stagione regolare contro i Detroit Lions, Jones bloccò e scagliò a terra un tifoso quindicenne che aveva fatto irruzione nel campo di gioco. Il ragazzo era alto 175 cm e pesava 68 kg, secondo la polizia; Jones è classificato nel roster dei Packers alto 191 cm e pesante 110 kg. I tifosi e gli addetti ai lavori convennero che l'incidente fosse stato sia divertente che giustificato.
Nella vittoria della settimana 8 del 2012 sui Jacksonville Jaguars Jones giocò una gara d'alto profilo con 10 tackle e un sack su Blaine Gabbert.
Il 20 febbraio 2015, Jones fu svincolato dai Packers.

### Philadelphia Eagles
Il 2 marzo 2015, Jones firmò un contratto biennale del valore di 2,8 milioni di dollari con i Philadelphia Eagles.

## Palmarès
- Super Bowl : 1

Green Bay Packers: Super Bowl XLV
- National Football Conference Championship: 1

Green Bay Packers: 2010

## Statistiche
| Partite totali      | 76   |
| Partite da titolare | 36   |
| Tackle              | 258  |
| Sack                | 10,0 |
| Intercetti          | 0    |
| Fumble forzati      | 2    |

Statistiche aggiornate alla stagione 2014